# 斉藤満
斉藤 満（さいとう みつる、1965年9月20日 - ）は、秋田県出身の元プロ野球選手（投手）。

## 来歴・人物
金足農業高では3年夏に準決勝で能代商の近藤芳久に投げ勝ったが決勝で敗れた。1983年のプロ野球ドラフト会議で日本ハムファイターズから5位指名を受け入団。
尚、県大会準優勝を経験した1学年下のメンバーは翌春、夏の甲子園初出場を遂げて夏はベスト4まで進出した。
一軍出場機会がないまま、1985年シーズン限りで現役を引退。

## 詳細情報

### 年度別投手成績
- 一軍公式戦出場なし

### 背番号
- 54 （1984年 - 1985年）